# Karol IV na koniu
Karol IV na koniu (hiszp. Carlos IV a caballo) – obraz olejny hiszpańskiego malarza Francisca Goi (1746–1828) przedstawiający hiszpańskiego monarchę Karola IV Burbona.

## Okoliczności powstania
W 1788 roku zmarł Karol III, król Hiszpanii, na którego dworze pracował Goya. Jego najstarszy żyjący syn infant Karol (1748–1819) był królem Neapolu i Sycylii, zrzekł się jednak swojej korony na rzecz syna i przybył do Madrytu w 1789 roku, aby objąć tron Hiszpanii jako Karol IV. Nowy monarcha również cenił prace Goi i podobnie jak ojciec mianował go swoim nadwornym malarzem.
Obraz powstał między czerwcem 1800 a lipcem 1801. Jest pendantem Królowej Marii Ludwiki na koniu, również w zbiorach Prado. Obrazy były przeznaczone do sali reprezentacyjnej Pałacu Królewskiego w Madrycie, gdzie Karol IV spożywał posiłki w obecności zagranicznych dygnitarzy. Powieszono tam m.in. wielkoformatowe portrety konne pędzla Velázqueza (Filip IV na koniu) i Tycjana (Karol V po bitwie pod Mühlbergiem) przedstawiające władców Hiszpanii z panującej do końca XVII w. dynastii Habsburgów. Dynastia Burbonów, z której pochodził Karol IV, znajdowała się w niepewnej sytuacji po tym, jak jej francuska gałąź została obalona w czasie rewolucji francuskiej. Zestawiając portrety obu dynastii, chciano podkreślić ciągłość hiszpańskiej monarchii w obliczu zagrożenia.
Dla poprawy stosunków dyplomatycznych z Francją Karol IV zamówił poprzez swojego ambasadora portret konny Napoleona (Napoleon przekraczający Przełęcz Świętego Bernarda w 1800 roku) u naczelnego malarza rewolucyjnej Francji, Jacques-Louis Davida. Ponadto całopostaciowe portrety monarchów w strojach galowych miały zostać wysłane do Paryża.

## Opis obrazu
Karol IV ma na sobie granatowy mundur pułkownika Gwardii de Corps. Na jego piersi widnieją biało-błękitna wstęga i wielki krzyż Orderu Karola III, czerwona wstęga neapolitańskiego Orderu Świętego Januarego, a pod nią niebieska wstęga francuskiego Orderu Ducha Świętego. Order Złotego Runa, którego był wielkim mistrzem, jest zawieszony na szyi na czerwonej wstędze. Nosi również symbole czterech hiszpańskich zakonów rycerskich: Kalatrawy, Montesa, Alcántara i Santiago.

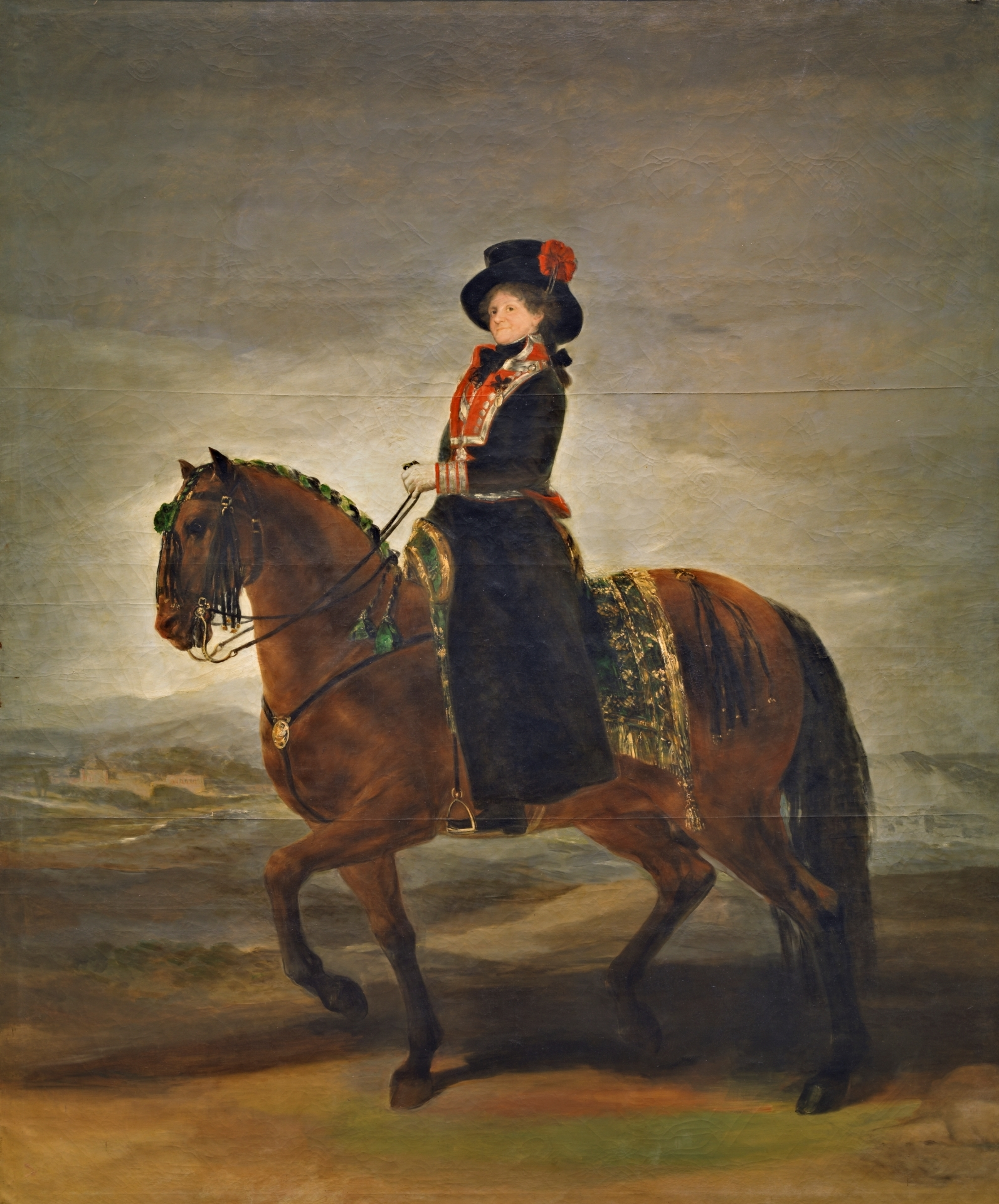
Królowa Maria Ludwika na koniu

Goya inspirował się konnymi portretami królowych Małgorzaty Austriaczki i Elżbiety Burbon Velázqueza. Znał dobrze te dzieła, gdyż w 1778 wykonał na ich podstawie rysunki i ryciny. Tym samym odszedł od tradycji portretów na koniu stającym dęba, symbolizującym władzę, na rzecz majestatycznego, spokojnego ujęcia. Malarz został poproszony także o sportretowanie królewskich koni. Mimo inspiracji Velázquezem, konie Goi są bardziej dynamiczne niż te na obrazach jego mistrza. Podobnie jak w przypadku Portretu Marii Teresy de Vallabriga na koniu Goya miał trudności z proporcjami – błędy widoczne są w zbliżonym rozmiarze przednich i tylnych nóg królewskiego wierzchowca. Aby kolor ziemi nie zlewał się z nogami konia, Goya dodał srebrną wstęgę strumienia.
Górzyste tło Sierra de Guadarrama to również inspiracja Velázquezem. Sylwetka monarchy odcina się od pochmurnego, burzowego nieba, a jego twarz oddaje dobroduszny charakter.

## Proweniencja
Obraz był eksponowany w Pałacu Królewskim w Madrycie. Razem z częścią zbiorów królewskich został włączony do kolekcji Muzeum Prado.